# Grützwurst

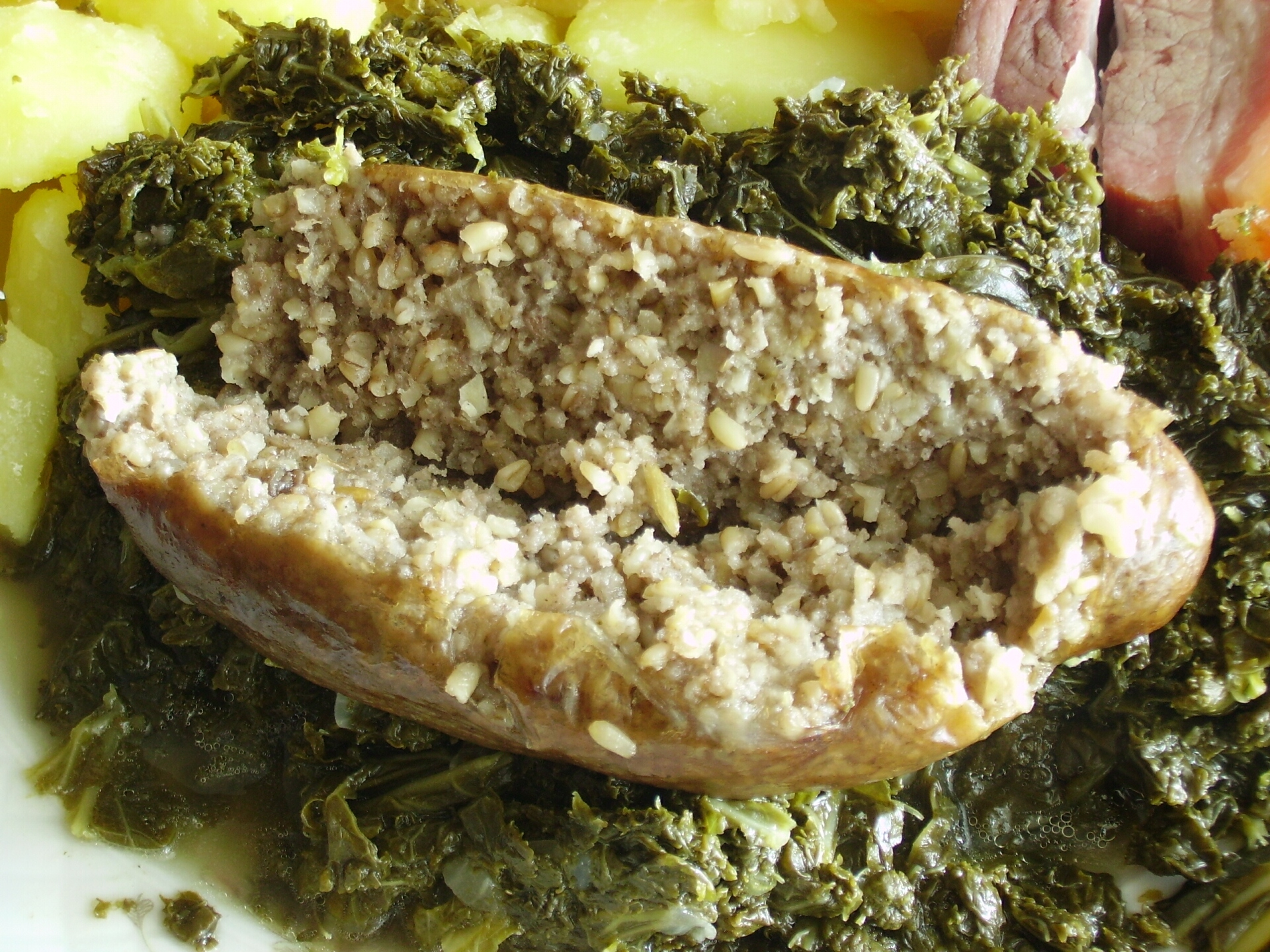
Aufgeschnittene grobkörnige Grützwurst (Pinkel) auf zubereitetem Grünkohl

Als Grützwurst bezeichnet man verschiedene Wurstsorten von Kochwurst mit Nährmitteln, die neben Fleisch auch Grütze enthalten. Varianten davon werden mit Graupen hergestellt und entsprechend als Graupenwurst bezeichnet.
Die verwendeten Zutaten sind regional unterschiedlich. Verbreitet ist die Zubereitung mit Schweinefleisch und Schwarten, die vorgekocht, durch den Fleischwolf gedreht, mit gekochter Grütze vermischt, kräftig gewürzt (z. B. mit Salz, Pfeffer, Piment und Majoran) und schließlich in Därme gefüllt werden. Die entstandenen Würste werden etwa eine halbe Stunde in heißem, aber nicht kochendem Wasser zu Ende gegart.

## Blutwurst
Rote Grützwurst (eine Variante der Blutwurst), in Sachsen auch Tiegelwurst genannt, enthält neben Fleisch frisches Schweineblut. 
Als Lose Wurst, Pottwurst, Grützefülle oder Rote Grützwurst wird eine Spezialität der nord- und ostdeutschen Küche bezeichnet. Grundlage des Gerichtes ist Blutwurst aus Blut und etwas Schwarte, die mit zerteilten Brötchen oder Grütze gebunden und anschließend gekocht wurde. Für die Zubereitung zerteilt man die fertige Wurst und erwärmt sie. Dabei löst sich die Bindung und es entsteht eine breiartige Masse, die mit den Gewürzen Salz, Pfeffer und Majoran abgeschmeckt wird. Typische Beilagen sind Salzkartoffeln und Sauerkraut. In der klassischen Berliner Küche bereitete man die Wurst frisch zu und ergänzte die Masse mit Linsen, Wurzelgemüse, Schweinebacken und Innereien. Die lose gebratene Füllung ist wegen ihres Aussehens regional und sarkastisch auch unter den Bezeichnungen „Tote Oma“, „Verkehrsunfall“, oder kurz „Unfall“, bekannt.

## Regionale Varianten
- Knipp (Bremen)
- Hackgrütze  (Niedersachsen)
- Pinkel (Nordwestdeutschland)
- Stippgrütze (Westfalen)
- Westfälische Rinderwurst
- Schlesische Grützwurst (Krupniok) sowie Wellwurst (Oberschlesien)
- Maischel (Kärnten): Grützwurst ohne Blut, die nicht in Darm, sondern ballenförmig in Schweinenetz eingearbeitet ist. Die Bezeichnung ist rückentlehnt aus slowenisch majželj von bairisch Maisen (Schnitte)[1]
- Breinwurst (Steiermark, Burgenland)[2]

Ähnlichkeiten bestehen mit dem Schottischen Haggis und dem Pfälzer Saumagen.